# The Continuing Story Of Bungalow Bill
«The Continuing Story Of Bungalow Bill» és una cançó de la banda de rock britànica The Beatles, escrita per John Lennon (però acreditada a Lennon–McCartney), i publicada al seu àlbum doble de 1968, The Beatles (també conegut com a "The White Album").

## Origen i lletra
Aquesta cançó parla de les accions del jove estatunidenc Richard A. Cooke III, conegut com a Rik, qui visitava la seva mare, Nancy Cooke de Herrera, al ashram de Maharishi Mahesh Yogi en Rishikesh alhora que els Beatles eren allà. Segons la seva mare, tant ella com el seu fill van mantenir relacions amistoses amb tots els Beatles excepte amb Lennon, qui per Cooke de Herrera era "un geni" però distant i despectiu. Segons Nancy, l'origen de la cançó va tenir lloc quan ella, Rik i molts altres, incloent guies, van muntar a elefants per anar a la cacera d'un tigre. Els elefants van ser atacats per un tigre, al qual Rik va disparar. Aquest estava inicialment orgullós de la seva reacció ràpida i va posar per una fotografia amb el seu "premi". Tanmateix, probablement després va canviar d'opinió, ja que no ha caçat des de llavors. Nancy dir que l'acció de Rik havia estat necessària, però la reacció de Lennon va ser menyspreadora i sarcàstica, preguntant a Rik: "Però no consideraries això una mica destructiu per a la vida?". Així, va escriure la cançó en to de burla.

Lennon, temps després, va explicar la seva versió de la història en una entrevista per a Playboy, declarant: 
"Bungalow Bill" va ser escrita sobre un noi del campament de meditació de Maharishi que es va prendre un curt descans per anar a disparar a uns pocs pobres tigres, i llavors tornà per estar en comunió amb Déu. Acostumava a haver-hi un personatge anomenat Jungle Jim, i el vaig combinar amb Buffalo Bill. És una espècie de cançó amb un comentari social adolescent i una mica de broma.

## Composició
La cançó comença amb una frase de guitarra flamenca El solo conté totes les set notes del mode frigi. El tema és cantat per tots quatre Beatles, la dona de Ringo Starr d'aquell moment, Maureen, i Yoko Ono, sent la única cançó del grup que té com a veu principal la d'un no-membre.

## Gravació
El tema es va gravar als Abbey Road Studios el 8 d'octubre de 1968 i va ser completada (incloent overdubs) el mateix dia. El grup també va començar i completar el tema "I'm So Tired" durant la mateixa sessió d'enregistrament. Com la majoria de les cançons del la banda escrites per John Lennon o per Paul McCartney, està acreditada a Lennon–McCartney.

## Personal
- John Lennon: Veu principal, guitarra acústica, orgue, Mellotron
- Paul McCartney: Cors, baix elèctric
- George Harrison: Cors, guitarra acústica
- Ringo Starr: Cors, bateria, pandereta
- Chris Thomas: Mellotron
- Yoko Ono: Segona veu principal, cors
- Maureen Starkey (i altres): Cors

Personal per Ian MacDonald